# La Sagrada Familia con tres liebres
La Sagrada Familia con tres liebres es una xilografía de 39,5 × 28,5 cm de Alberto Durero, datable hacia 1498 y conservada, entre las mejores copias existentes, en la Staatliche Kunsthalle de Karlsruhe.

## Historia
La obra, firmada con el monograma del artista en el centro inferior, data de 1498, cuando Durero trabajaba en Núremberg como grabador.

## Descripción y estilo
En un paisaje que se pierde en la distancia, María sentada en un banco de hierba sostiene al Niño en sus manos como para mostrarlo al espectador, mientras José, vestido como un aldeano nórdico contemporáneo, observa de pie un poco más atrás, a la derecha. En la parte inferior, se ven las tres liebres que dan nombre a la composición, una de las cuales parece estar buscando refugio cerca de la "piedra» de Cristo, mientras que arriba dos ángeles niños volando sostienen la corona sobre María, un motivo derivado de la pintura flamenca.
La Sagrada Familia está representada en un hortus conclusus (jardín cerrado), que simboliza la virginidad perpetua de María. El Niño Jesús está leyendo lo que probablemente sea un libro de las Sagradas Escrituras, lo que representa su estrecha conexión con la palabra de Dios, no solo porque en el cristianismo cumple la profecía del Antiguo Testamento de un mesías, sino también porque en algunas tradiciones cristianas Jesús es descrito como la "Palabra de Dios».
La temática es casi idéntica a la de La La Sagrada Familia con una mariposa, pero con algunos avances. A pesar de la reconocible predilección por el movimiento exagerado de los pliegues, las figuras tienen una monumentalidad decisiva. El rico fondo paisajístico y las plantas dibujadas al lado o encima del asiento cubierto de hierba son nuevas en el arte de la xilografía.